# Résolution 280 du Conseil de sécurité des Nations unies
Membres permanents
- Chine (Taïwan)
- États-Unis
- France
- Royaume-Uni
- URSS

Membres non permanents
- Burundi
- Colombie
- Espagne
- Finlande
- Nicaragua
- Népal
- Pologne
- Sierra Leone
- Syrie
- Zambie

Résolution no 279 Résolution no 281
La résolution 280 du Conseil de sécurité des Nations unies est adoptée à 11 voix contre zéro lors de la 1 542e séance du Conseil de sécurité des Nations unies le 19 mai 1970.
Après avoir réaffirmé ses précédentes résolutions sur le sujet, le Conseil a condamné Israël pour son action militaire préméditée en violation de ses obligations au titre de la Charte. La résolution a déclaré que de telles attaques armées ne pouvaient plus être tolérées et que si elles l'étaient, le Conseil envisagerait de prendre des mesures adéquates et efficaces conformément à la Charte. Le Conseil a également déploré les pertes en vies humaines et les dommages aux biens. La résolution est intervenue dans le contexte de l'insurrection palestinienne au Sud-Liban.
La résolution a été adoptée par 11 voix; la Colombie, le Nicaragua, la Sierra Leone et les États-Unis se sont abstenus.

### Sources
- (en) Cet article est partiellement ou en totalité issu de l’article de Wikipédia en anglais intitulé « United Nations Security Council Resolution 280 » (voir la liste des auteurs).

### Texte
- Résolution 280 Sur fr.wikisource.org
- Résolution 280 Sur en.wikisource.org